# Clover's Rebellion
Clover's Rebellion è un film muto del 1917 diretto da Wilfrid North.

## Trama
La ricca ereditiera Clover Dean ha tre pretendenti: il duca Boris, appoggiato dalla zia; Bucky Raine, ricco fannullone appoggiato da suo zio e il giovane dottor William Dunn che lei preferisce agli altri. La notizia del suo fidanzamento con il duca viene data durante un ballo, ma la ragazza si ribella e se ne va via. Prima che esca, si sente uno sparo e il duca viene trovato morto. Quando Bucky è trovato a vagabondare nel parco con in mano una pistola, viene fermato per omicidio. Ma le sue dichiarazioni portano a sospettare del dottore che è arrestato insieme a Clover. La cattiva coscienza di Rita, amante del duca, portano la donna a confessarsi autrice del delitto. Dunn e Clover sono finalmente liberi di sposarsi.

## Produzione
Il film fu prodotto dalla Vitagraph Company of America.

## Distribuzione
Distribuito dalla Greater Vitagraph (V-L-S-E), il film uscì nelle sale cinematografiche statunitensi il 21 maggio 1917. La Vitagraph Company of America ne curò una riedizione nel 1920.